# Obvezno glasovanje
Obvezno glasovanje odnosi se na skup zakona koje obvezuju građane koji ispunjavaju uslove za glasovanje u izborima u zemlji u kojoj su kao građani.
Djelotvorni sustavi za obvezno glasovanje nameću kazne za one građane koji se ne odazovu na glasovanje. Isto tako osobe koje se ne registriraju a ispunjavaju uvjete da budu glasači, isto tako podlježu kaznama. U nekim zemljama država automatski upisiva glasače po primanju državljanstva ili kada napune uslov punoljetnosti. Na svijetu postoje 22 demokracije koje imaju obvezni sustav glasovanja, dok od tih dvadeset dvije demokracije samo 10 demokracija imaju aktivni sustav obveznog glasovanja tj. sustave zakona koji kažnjavaju građane koji ne izvrše svoju dužnost.

## Povijest
Atenjani su tvrdili da svi građani moraju biti aktivni sudionici u donošenju odluka, ali dolazak na sastanke vijeća nije bilo obvezno. U Ateni postojala je javna sramota za one građane koji nisu izlazili na izbore. U komediji Aharnjani, Aristofan je imao scenu u kojem robovi gone građane s agore to saborišta koji je bio ograđen s konopom koji je na sebi imao crvenu boju. Oni građani koji su na svojim haljinama imao crvenu boju, bili su kažnjavani. crvenim konopom. Ovo sakupljanje građana po agori bilo je potrebno ako bi bilo manje od 6.000 građana koji su bili prisutni na nekom skupu.
Belgija je jedna od zemalja koje najduže imaju obvezni sustav glasovanja koje je uvedeno 1893. godine za muškarce, dok 1948. žene ulaze u obvezni sustav glasovanja, nakon dobivanja prava glasa. Belgijski državljani koji su stariji od 18 godina i stariji, ne registrirani glasači koji nisu Belgijanci obvezni su doći na izborno mjesto i prekrižiti svoje ime, ali nisu obvezni glasovati. Oni glasači koji nemaju pravovaljanu ispriku, ili ne pošalju svoj glas preko pošte ili preko predstavnika tada mogu dobiti poziv na sud i dobiti srednju novčanu kaznu. Ako neki građanin ili građanka ne iziđu na četiri izbora, tada oni gube pravo glasa na 10 godina. Oni građani ili građanke koje ne izlaze na glasovanje, imaju problema u zapošljavanju u državnim službama.
Australija je uvela obvezno upisivanje u registar birača prilikom Federalnih izbora 1912. godine, no obvezno glasovanje je tek došlo poslije.  Na Federalnoj razini australska vlada uvela je obvezno glasovanje 1924. godine, nakon niskog izlaska birača na federalne izbore 1922. godine od 57,95%. Na federalnim izborima 1925. godine izlaznost se povećala na 91,31% je Od saveznih država obvezno glasovanje prvo je uvedeno u saveznoj državi Queensland 1915. godine kada su muškarci i žene koji su navršili 21 godinu starosti. U Queenslandu i Zapadnoj Australiji, Aboridžinima bilo je izričito zabranjeno glasovati. Aboridžini su tek dobili pravo glasa 1949. godine, no nisu bili obvezni glasovati do 1984. godine.

## Debata o obveznom glasovanju
Mnogim ljudima obvezno glasovanje je povreda osnovnih građanskih prava tj. prava slobode izražavanja i govora. Ovo mišljenje je uvriježeno kod politologa iz SAD-a. Mnogi američki politolozi dalje nastavljaju da kod obveznog glasovanja, glasovanje umjesto građanskog prava postaje građanska dužnost i na taj način vrijeđa prava nekih religijskih skupina čija doktrina je da se aktivno ne uključuju u politici. Isto tako mnogi tvrde da je nemoralno tjerati građane da glasuju za kandidate za koje ne žele glasovati, ili o kojima niše ne znaju ili ne žele ništa znati o njima te na kraju samo povećava broj informalnih glasova tj. magarećih glasova. U zadnje vrijeme zbog glasače apatije u Brazilu 21% registriranih glasača nisu izašli na glasovanje na predsjedničke izbore 2014. godine, iako Brazil ima jedan on najstrožijih zakona u svezi ne glasovanja, gdje glasači koji ne iziđu na izbore nisu u mogućnosti raditi za javni sektor, dobiti putovnicu, upisati svoju djecu u državnu školu, ili dobiti kredit od državne banke ako ne mogu dokazati da su glasovali.
Oni koji zagovaraju obvezno glasovanje tvrde da izlazak na glasovanje je dužnost svakog građanina, a ne samo pravo koje oni žele povremeno koristiti. Na primjer građani imaju dužnost slati djecu u školu, pojaviti se na sudu ako su pozvani, ili plaćati porez. Primjer u Australiji pokazao je kako obvezno glasovanje može promijeniti izlaznost glasača na izbore i na taj način promijeniti legitimnost izbora. Prije uvođena obveznih izbora 1924. godine u Australiji izlaznost glasača bio je u rasponu od 47% do 78%. Nakon uvođenja obveznog glasovanja izlaznost je skočila na 91% do 96%. U Venecueli kada zakon o obveznom glasovanju bio poništen 1993. godine, izlaznost glasača palo je za 30%, dok u Nizozemskoj nakon poništavnaje obveznog glasovanja u 1970tim izlaznost glasača pala je za 20%, dok su manjine i marginalizirane skupne nezastupljene u biračkim tijelima.

## Trenutni korisnici
U svijetu 22 države imaju sustav obveznog glasovanja od tih država samo 10 država, jedan švicarski kanton, i jedna savezna indijska država koje aktivno kažnjavaju one koji ne iziđu na glasovanje. Zanimljiva je činjenica da od 30 članica OECD, njih 10 imale su neku vrstu vrstu obveznog glasovanja.

### Aktivno kažnjavanje za ne izlazak na glasovanje
Sljedeće države i subdržavne jedinice imaju sustav aktivnog kažnjavanja
- Argentina – Uvedeno je 1914.[14] godine ii obvezno za sve građane između starosne dobi od 18 do 70 godina staorst, neobvezno za one koji su stariji od 70 i za građane između 16 i 18 godina starosti nije obvezno. Za one građane koji ne žele glasovati za izborima i koji su mlađi od 70 godina mogu ne glasaovati, ako ako 48 sati prije izbora napišu deklaraciju izbornoj komisiji zašto ne žele glasovati.
- Australija – Prve savezna država koja je uvela obvezno glasovanje bila je savezna država Queensland 1915. godine, ali u tim zakonima pravo glasa nisu imali Aboridžini. Federalna vlada uvela je obvezno glasovanje 1924. godine, osim za Aboridžine koji su tek dobili pravo glasa 1948. godine a obvezno 1983. godine. Savezna država Victorija uvela je sustav obveznog glasovanje 1926. godine, Novi Južni Wales 1926, Tasmanija 1928. godine, Zapadna Australija (osim Aboridžina) 1936. godine, i na zadnja je bila Južna Australija 1942. godine. U australskim zakonima osoba koja glasuje ima obvezu da se upiše u popis birača, no sada se ovo automatski radi za građane koji postanu punoljetni ili punopravni, moraju doći na izbornu jedinicu i prijaviti se da su glasovali, uzeti listić, odnijeti ga štanda, obilježiti listić, saviti listić i staviti ga u kutiju za prikupljanje glasova. Prema zakonima osoba nije obvezan napraviti izbor već obilježiti listić, a kako osoba obilježi taj listić to je njihov izbor. U mnogim saveznim državama izbori za općine su također obvezni za građane. Glasove je moguće poslati preko pošte za one koji su prijavljeni, i također je moguće glasovati i prije izbornog dana za one građane kojima će biti teško doći na izbornu jedinicu na dan održavanja izbora koji se obično održavaju u subotu.[15]
- Belgija – Uvedeno 1894.
- Brazil –
- Ekvador – Uvedeno in 1936.
- Lihtenštajn
- Luksemburg
- Sjeverna Koreja
- Nauru – Uvedeno 1965.
- Peru – Uvedeno in 1933.
- Singapur
- Urugvaj – Uvedeno 1934, u praksi od 1970.
- Kanton Schaffhausen kanton Švicarska. Obvezno glasovanje nije postojalo na nacionalnoj razini u Švicarskoj, veće je bilo uvedeno u nekoliko kantona tokom u kasnim godinama 19. stoljeću i bio je aktivan do 1974. godine. Nakon toga jedino je opstao u Schaffhausenu.